# Seznam jaderných elektráren
Na následující stránce jsou uvedeny všechny jaderné elektrárny, které mají celkový výkon větší než 1 000 MW. Elektrárny, které mají menší než 1 000 MW, a ty, které jsou pouze ve fázi plánování nebo návrhu, zde uvedeny nejsou. Seznam vychází z údajů PRIS (Power Reactor Information System) vedeného Mezinárodní agenturou pro atomovou energii.

## V provozu

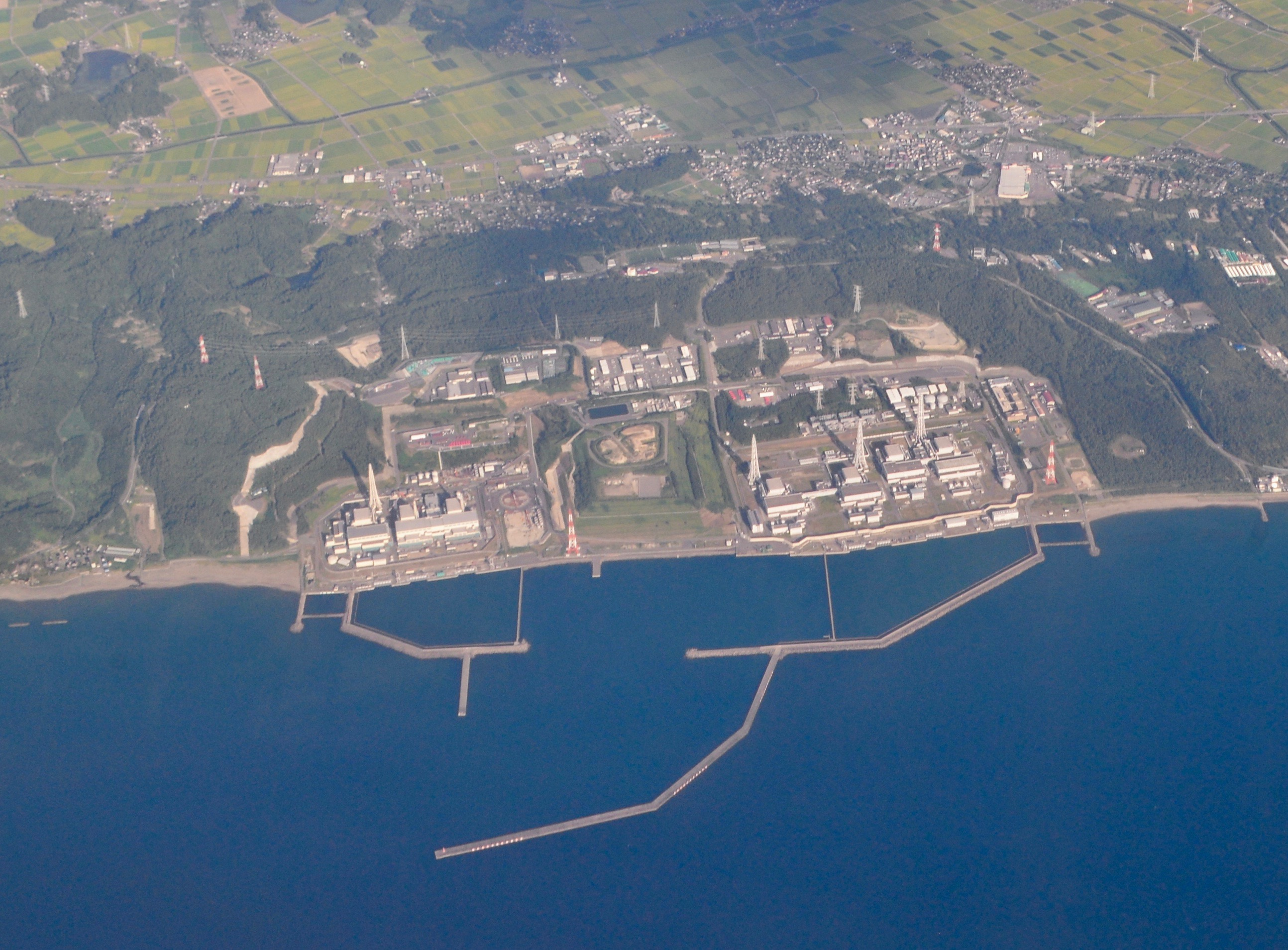
Jaderná elektrárna Kašiwazaki-Kariwa je s 8 212 MWe instalovaného výkonu největší na světě. Po zemětřesení v roce 2011 však byly všechny reaktory odstaveny a dnes probíhají debaty o jejich znovuspuštění.

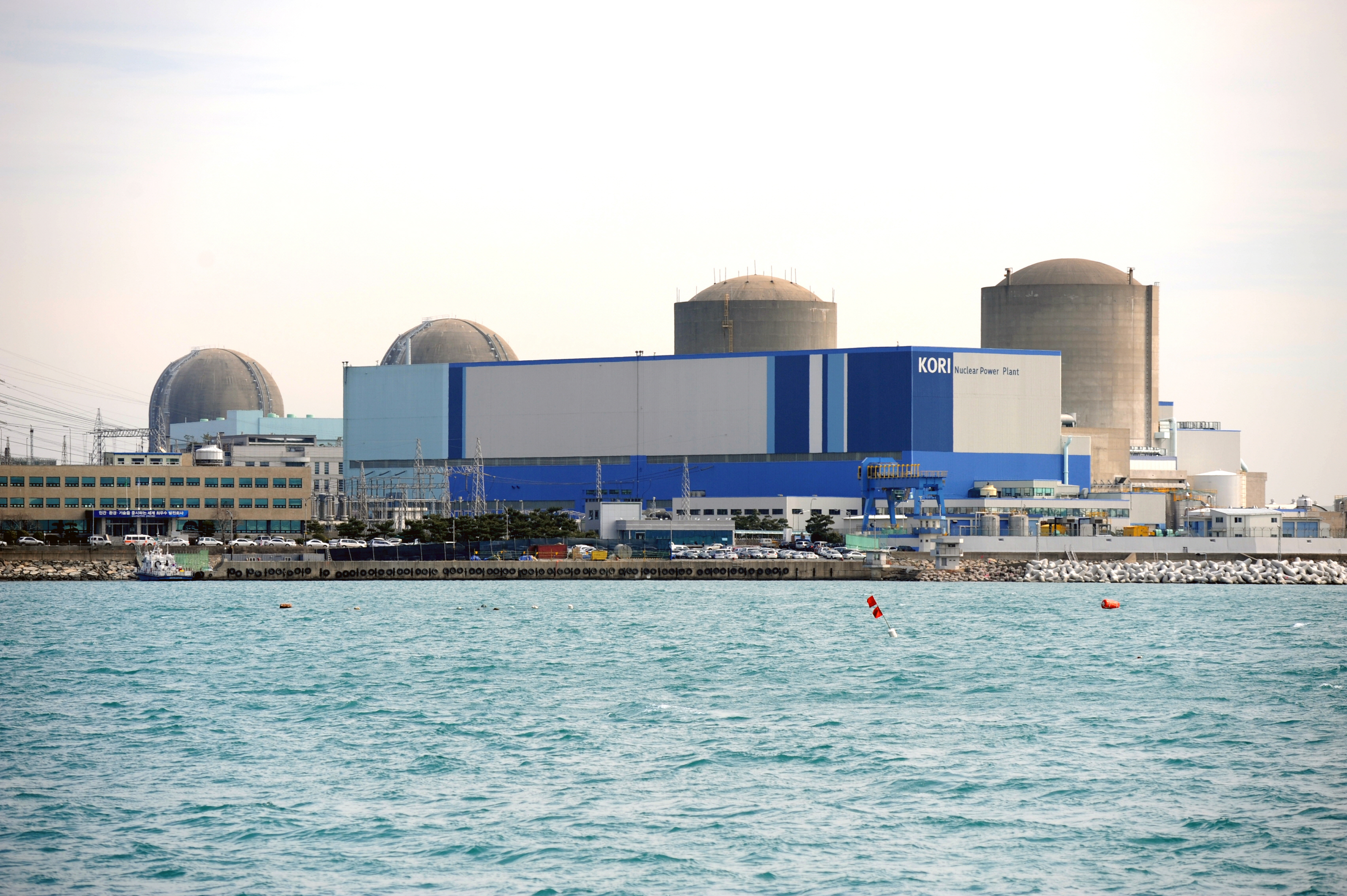
Jaderná elektrárna Kori

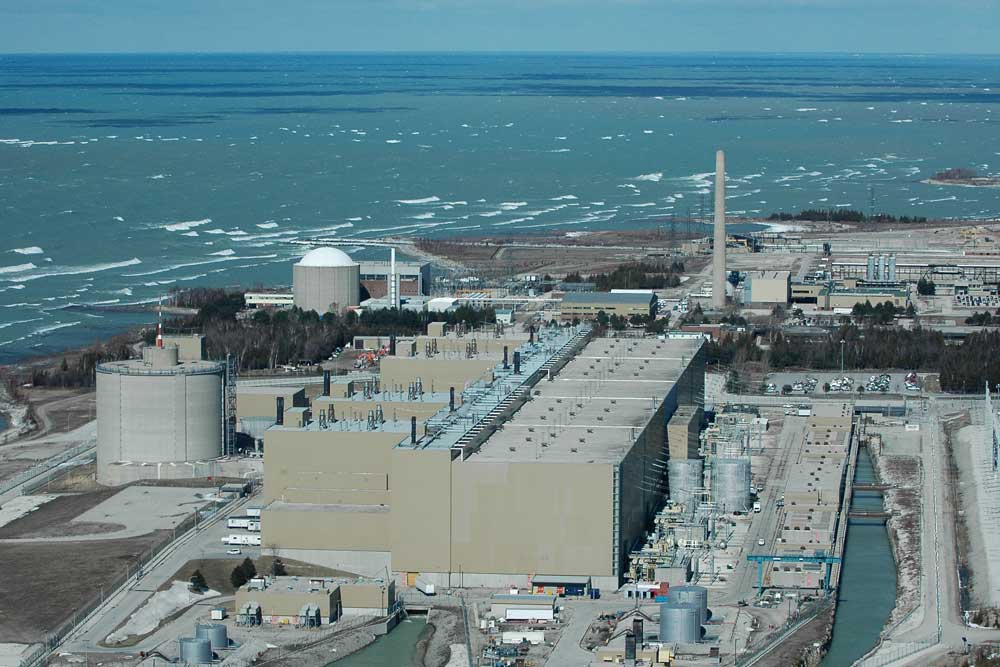
Jaderná elektrárna Bruce, největší plně funkční jaderná elektrárna na světě

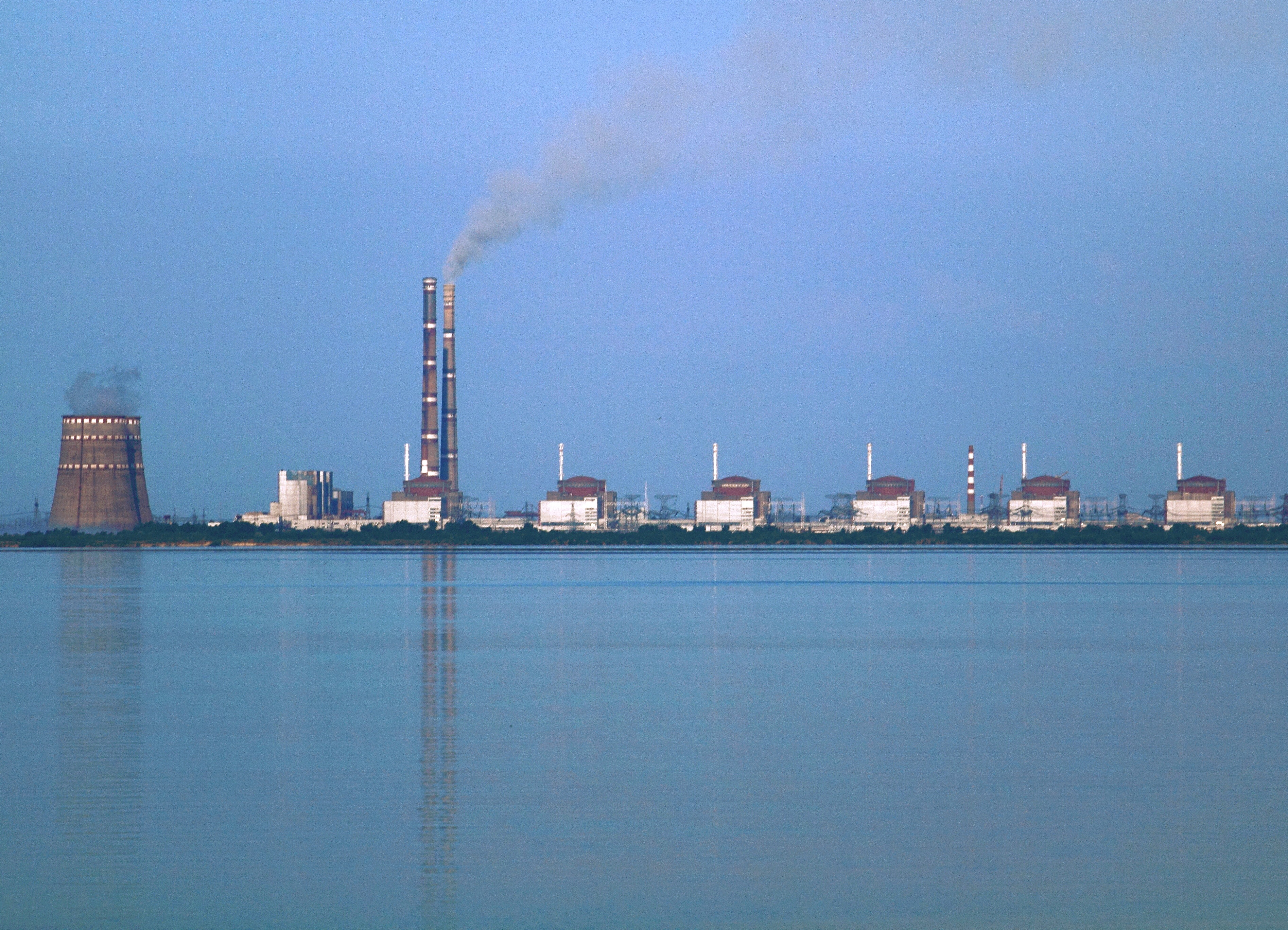
Záporožská jaderná elektrárna

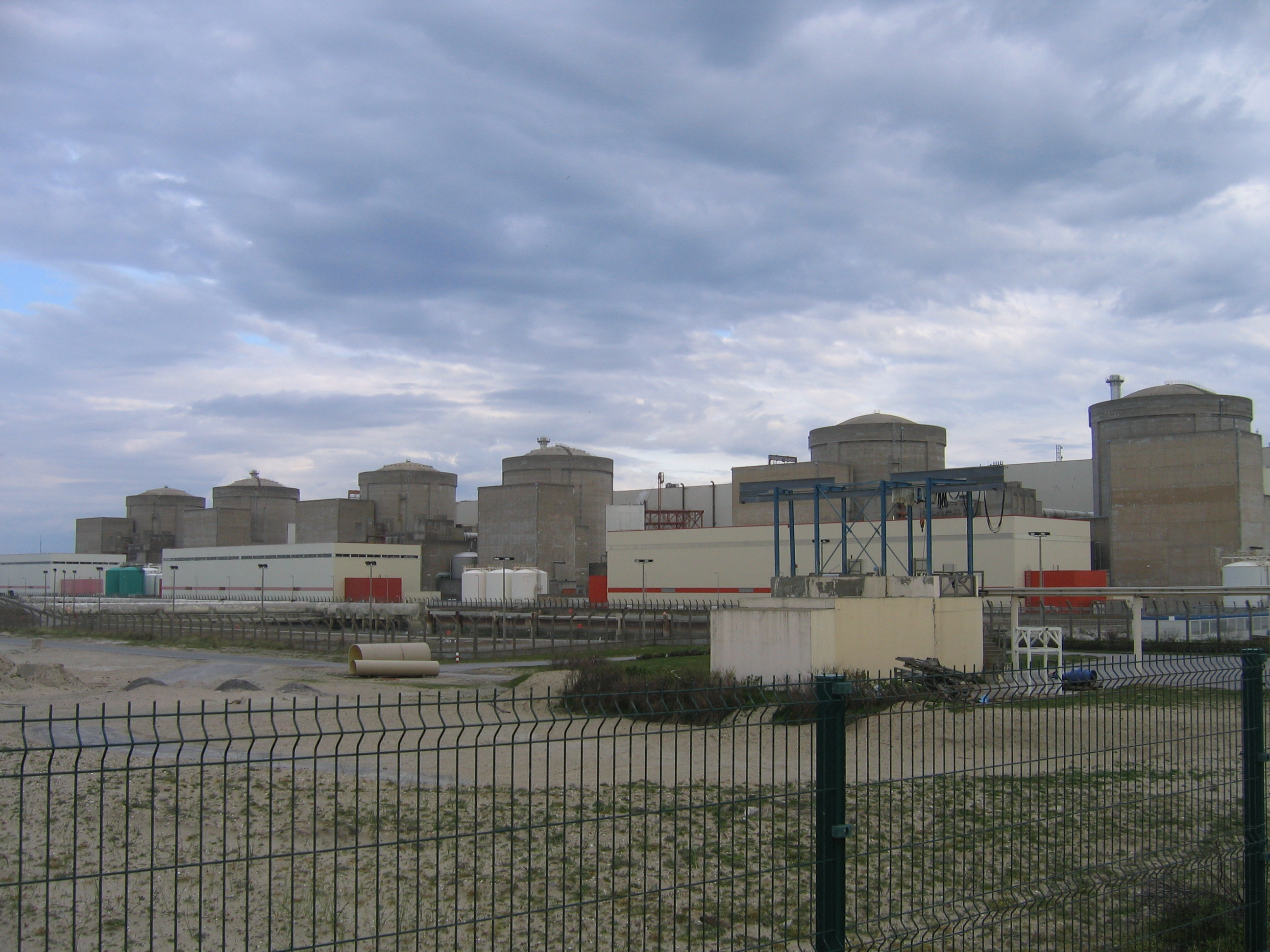
Jaderná elektrárna Gravelines

Jaderná elektrárna Cattenom

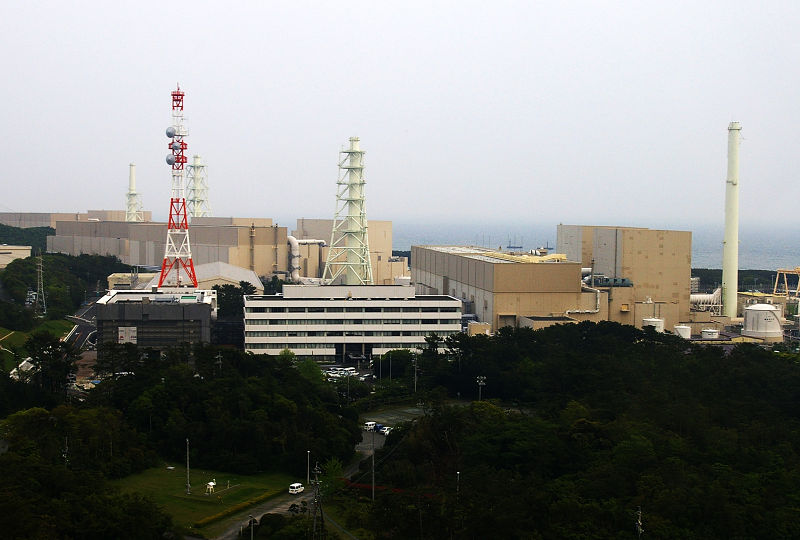
Jaderná elektrárna Hamaoka

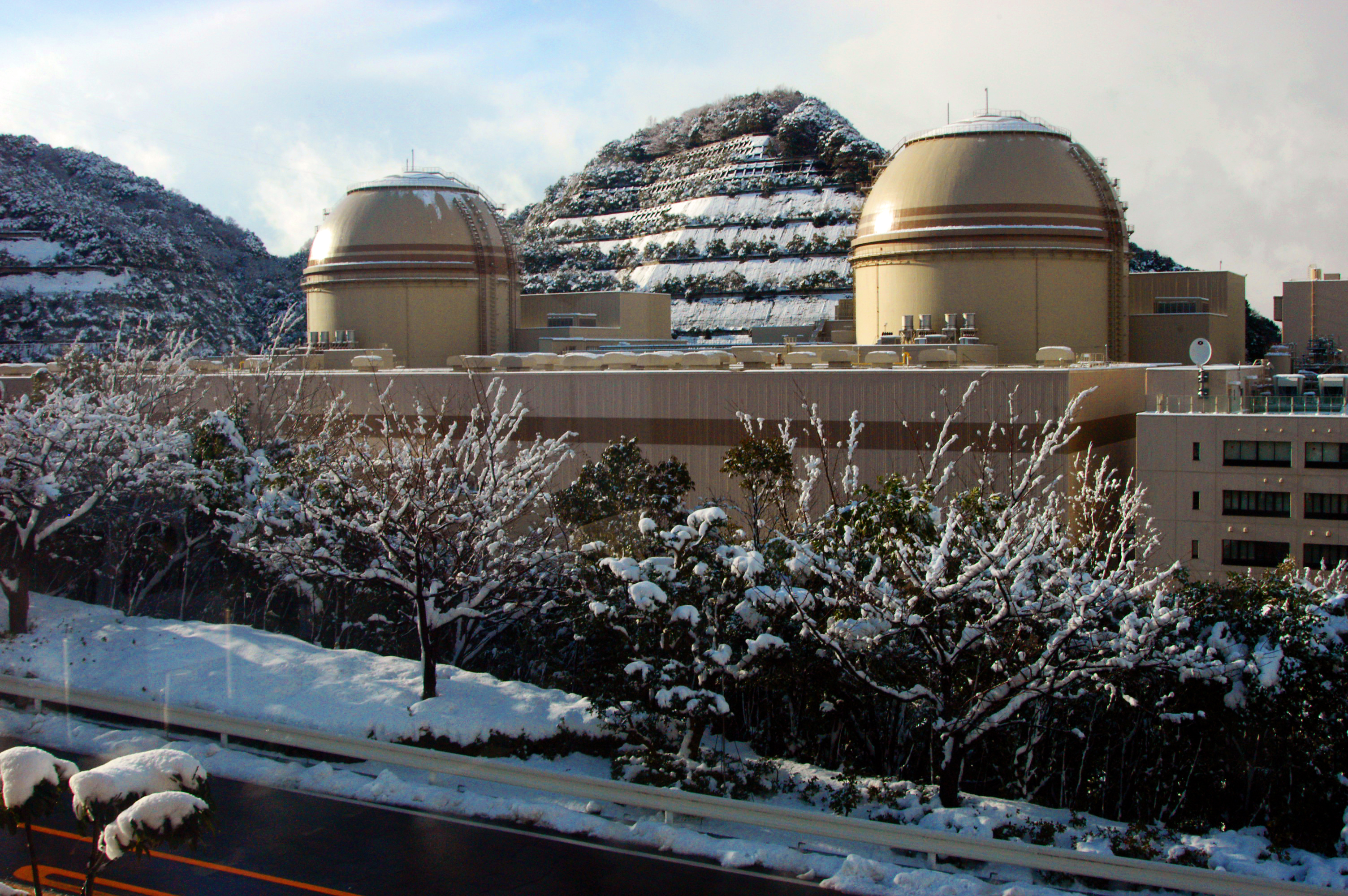
Jaderná elektrárna Ói

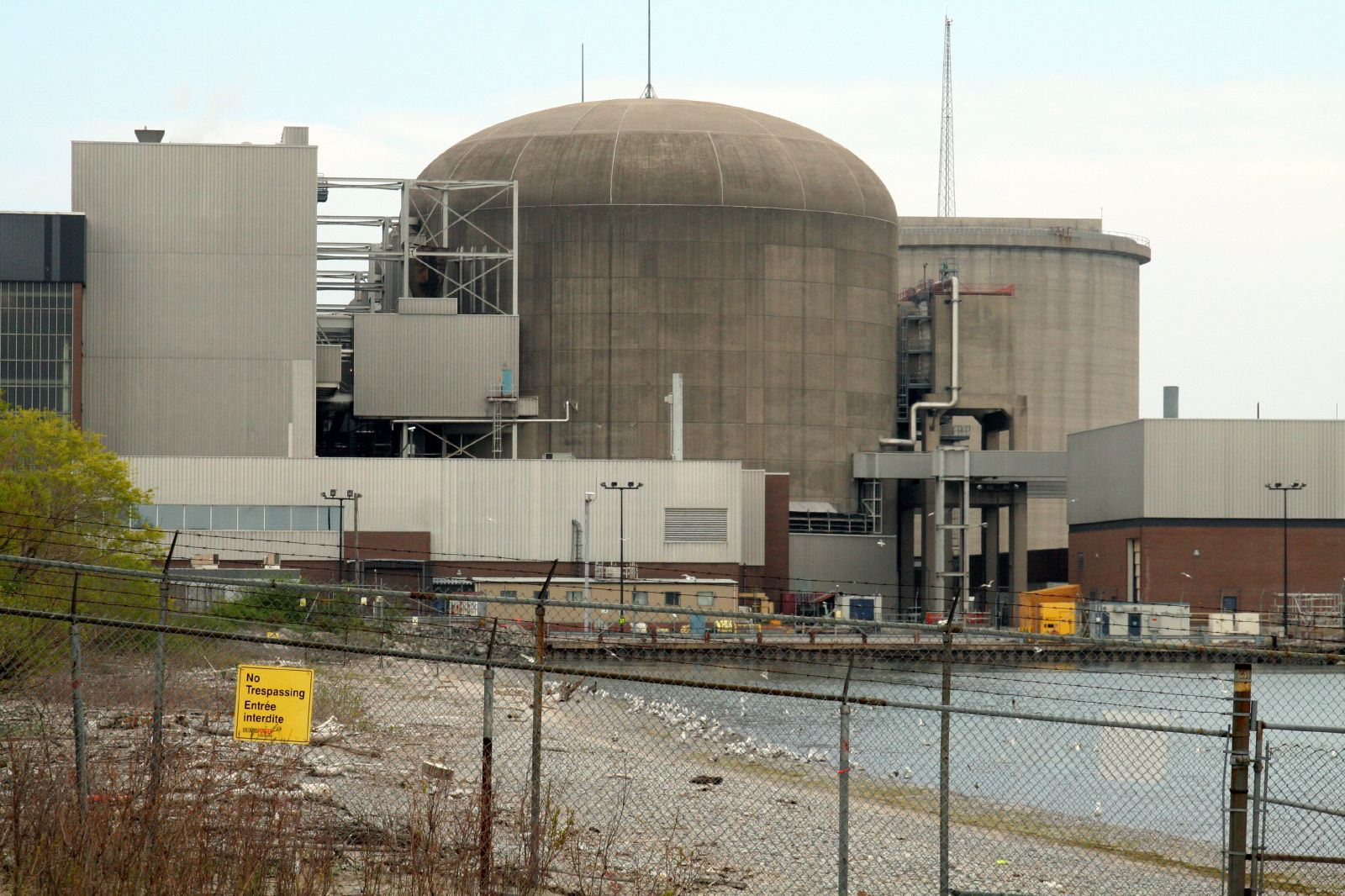
Jaderná elektrárna Pickering

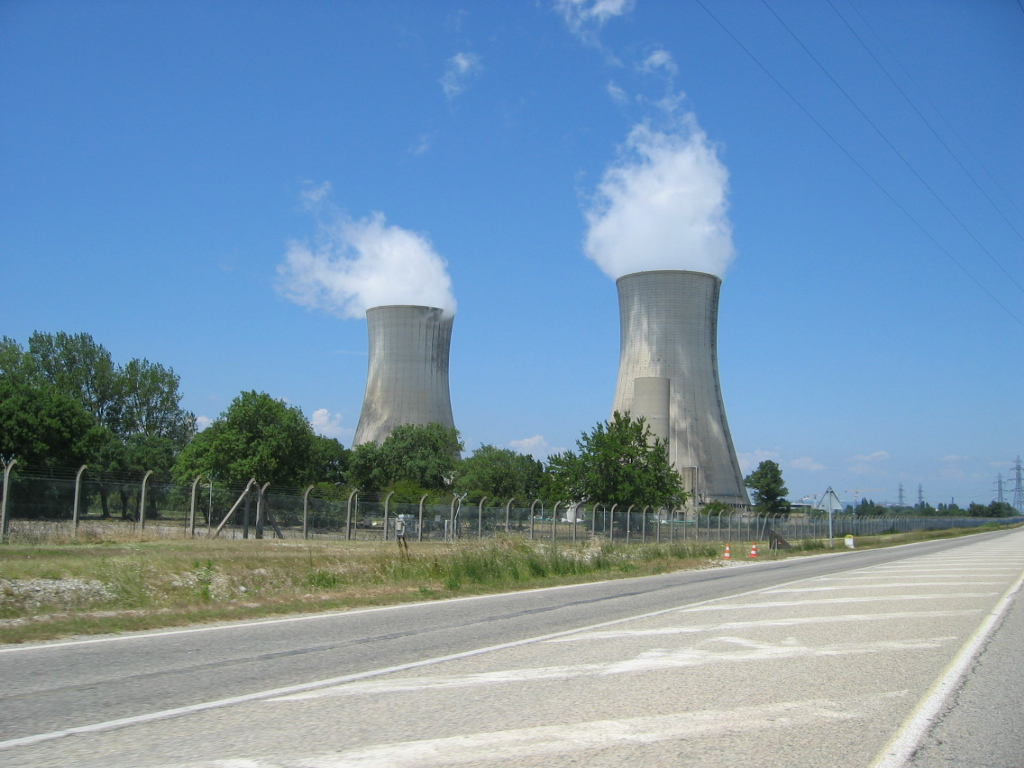
Tricastinská jaderná elektrárna

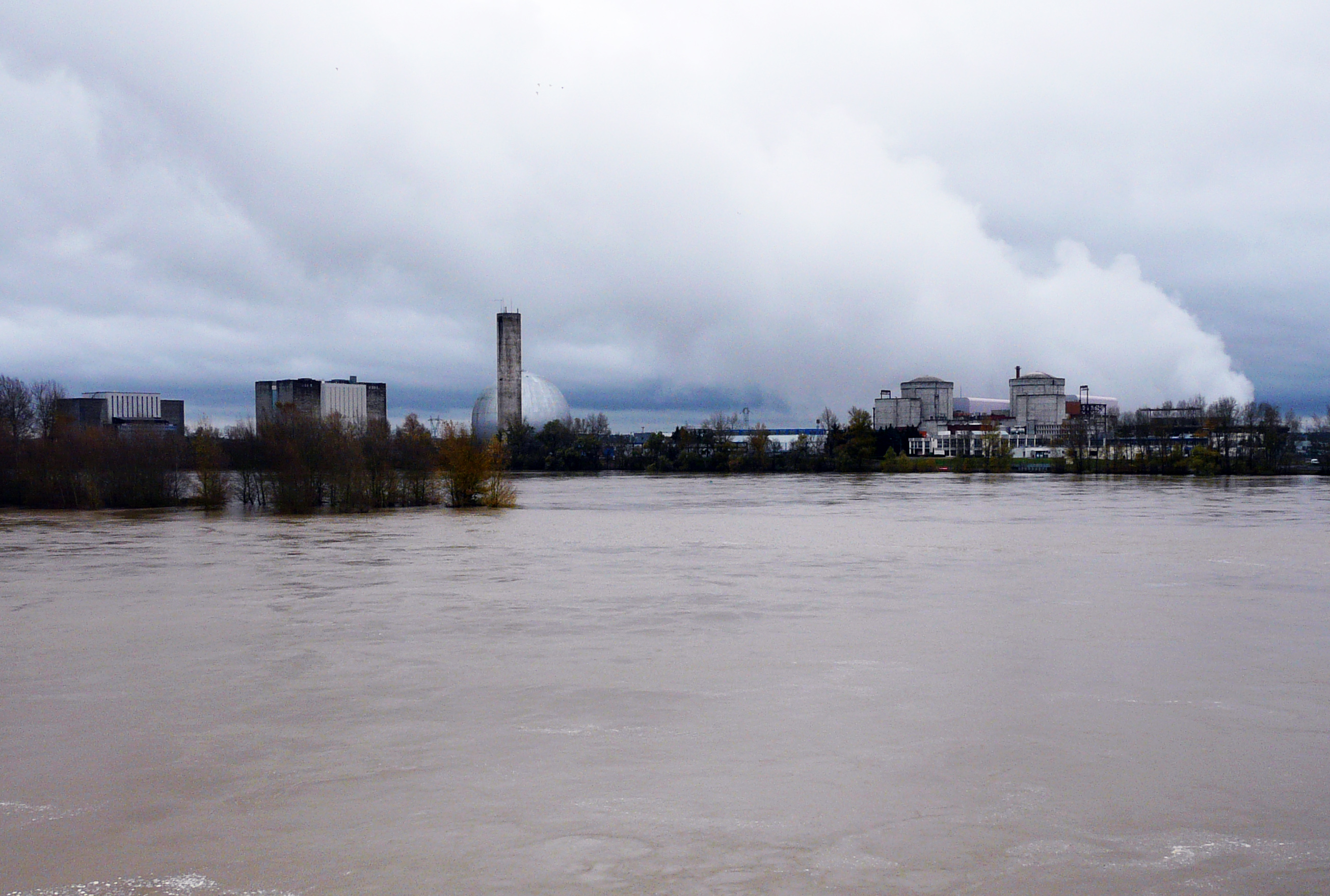
Jaderná elektrárna Chinon

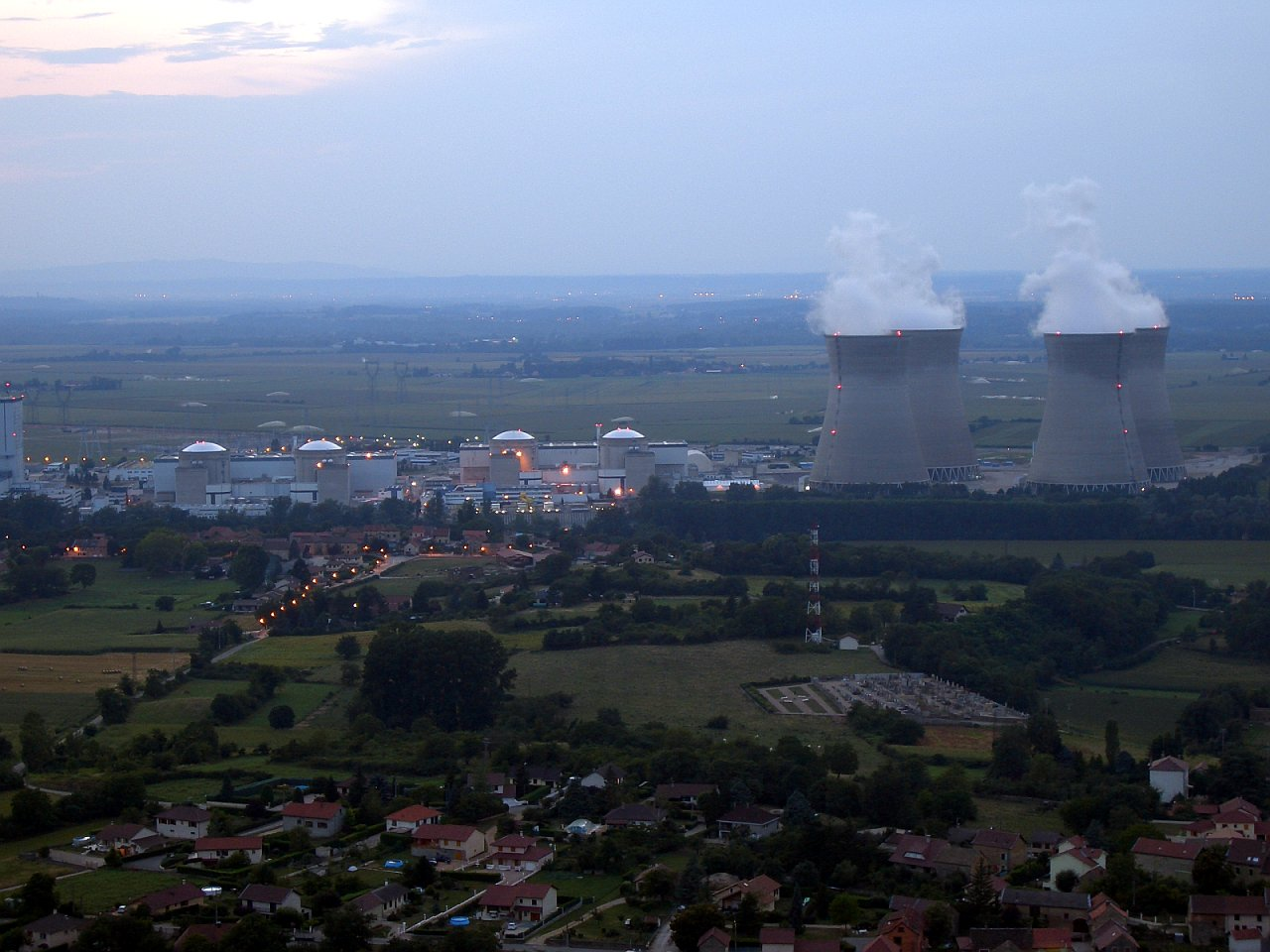
Bugejská jaderná elektrárna

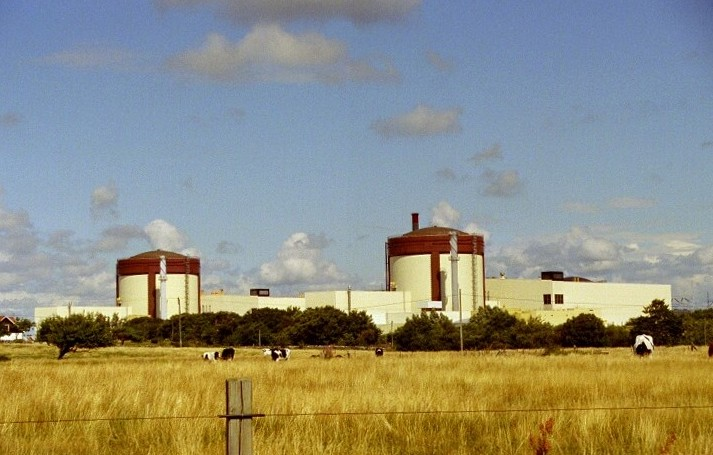
Jaderná elektrárna Ringhals

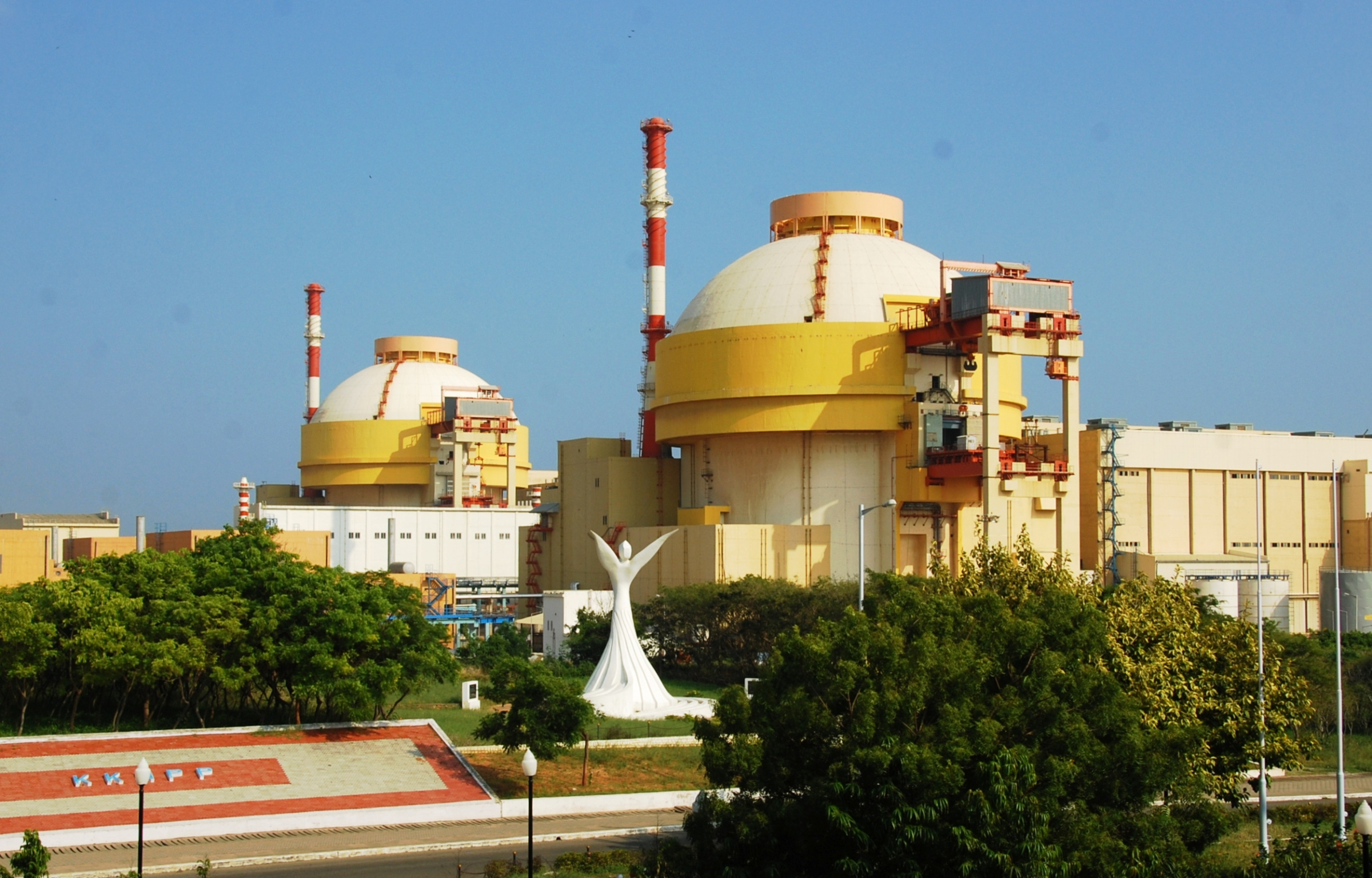
Jaderná elektrárna Kúdankulam

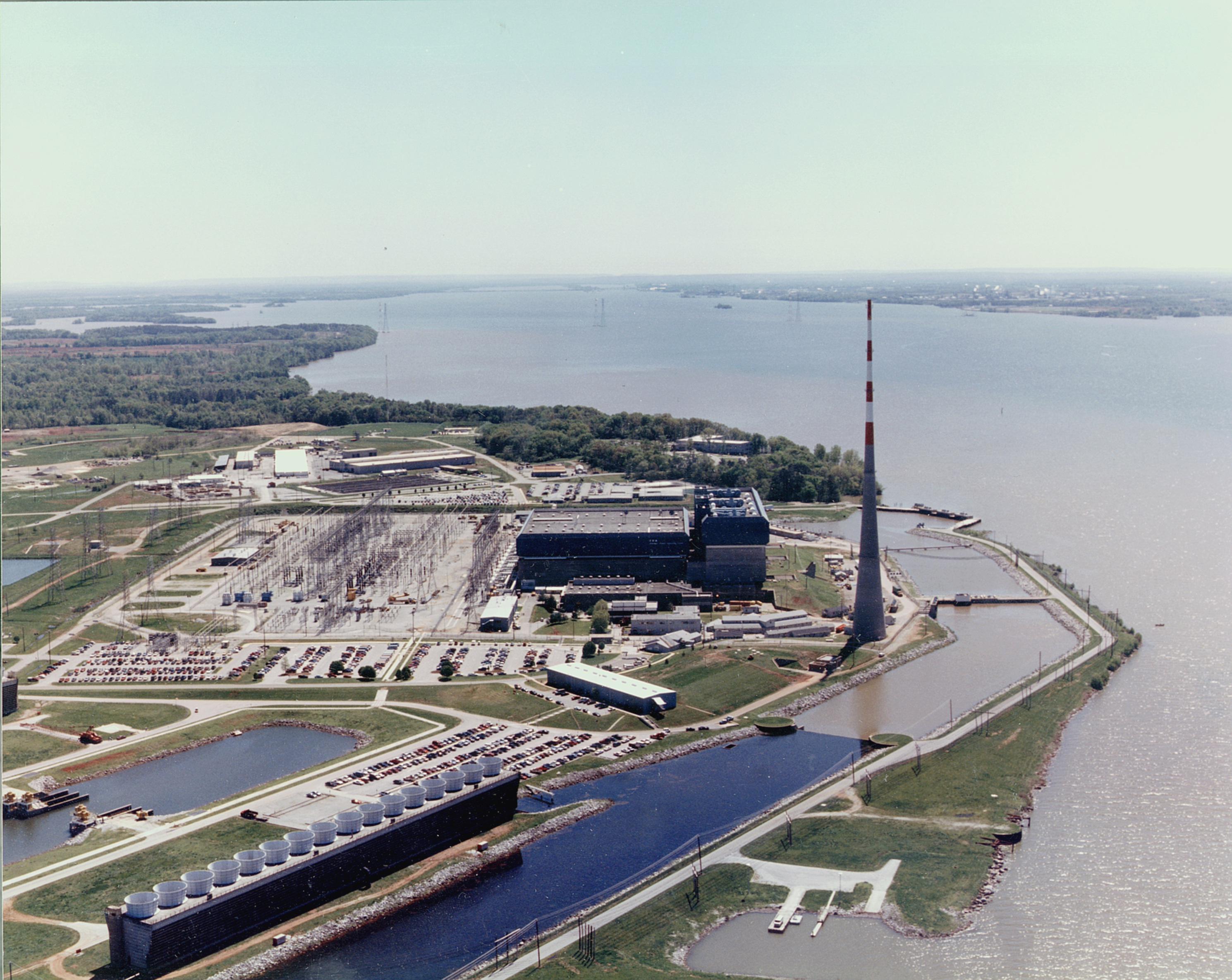
Jaderná elektrárna Browns Ferry

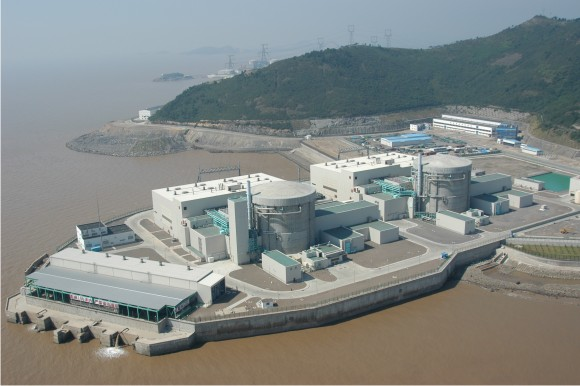
Jaderná elektrárna Qinshan

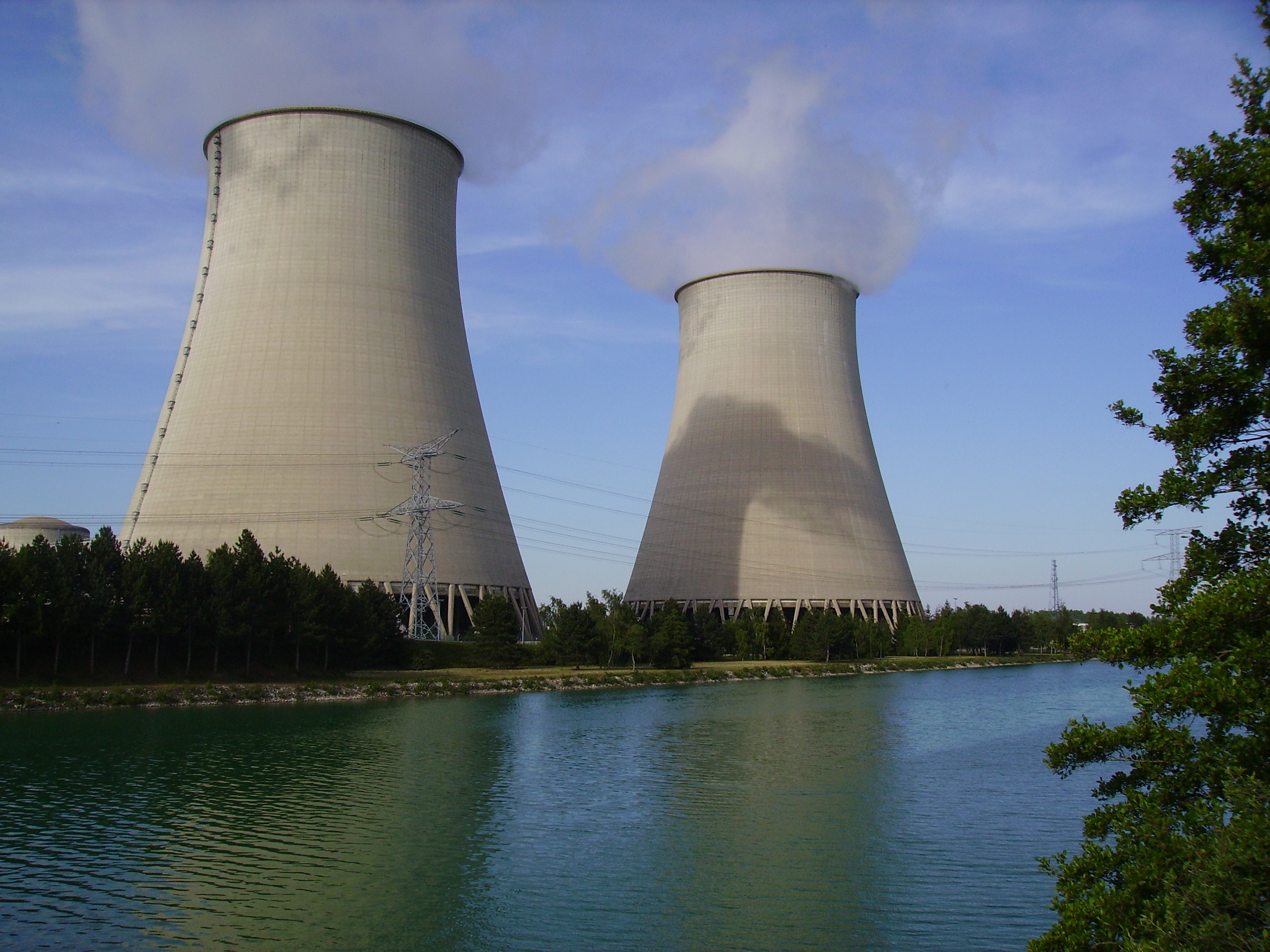
Nogentská jaderná elektrárna

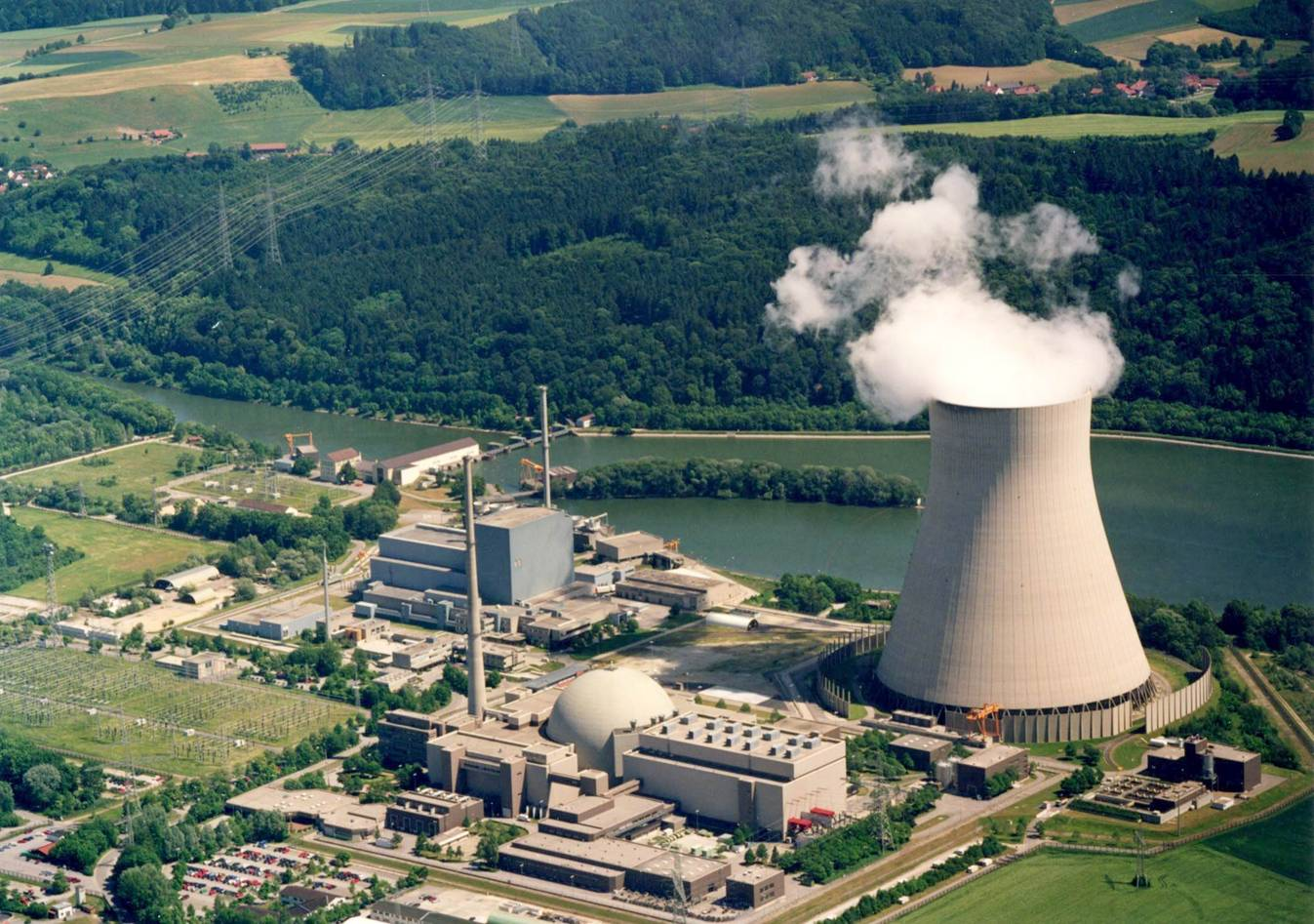
Isarská jaderná elektrárna

Tato tabulka uvádí všechny v současné době funkční elektrárny s celkovým výkonem přes 1 000 MW. Některé z nich mohou mít reaktory ve výstavbě, ale zde je uveden pouze skutečný celkový výkon. Kapacita trvale odstavených reaktorů zahrnuta není, ale kapacita dlouhodobě racionálně odstavených reaktorů (především v Japonsku) zahrnuta je. Elektrárny s dřívějším celkovým výkonem přes 1 000 MW a současným výkonem pod 1 000 MW jsou uvedeny ve třetí tabulce. Jsou seřazeny postupně.
| Elektrárna        | # bloků | Výkon (MWe) | Stát                    | Souřadnice                        | Refs         |
| ----------------- | ------- | ----------- | ----------------------- | --------------------------------- | ------------ |
| Almaraz           | 2       | 2 017       | Španělsko               | 39°48′29″ s. š., 5°41′49″ z. d.   |              |
| Angra             | 2       | 1 884       | Brazílie                | 23°0′30″ j. š., 44°28′26″ z. d.   |              |
| ANO               | 2       | 1 839       | Spojené státy americké  | 35°18′37″ s. š., 93°13′53″ z. d.  |              |
| Ascó              | 2       | 1 992       | Španělsko               | 41°12′ s. š., 0°34′10″ v. d.      |              |
| Atucha            | 2       | 1 027       | Argentina               | 33°58′3″ j. š., 59°12′18″ z. d.   |              |
| Balakovo          | 4       | 3 800       | Rusko                   | 52°5′28″ s. š., 47°57′19″ v. d.   |              |
| Baráka            | 1       | 1 345       | Spojené arabské emiráty | 23°59′6″ s. š., 52°17′1″ v. d.    |              |
| Beaver Valley     | 2       | 1 738       | Spojené státy americké  | 40°37′24″ s. š., 80°25′50″ z. d.  |              |
| Astravec          | 1       | 1 110       | Bělorusko               | 54°45′43″ s. š., 26°7′12″ v. d.   | [ 2 ] [ 3 ]  |
| Belleville        | 2       | 2 620       | Francie                 | 47°30′35″ s. š., 2°52′30″ v. d.   | [ 4 ]        |
| Bělojarsk         | 2       | 1 597       | Rusko                   | 56°50′30″ s. š., 61°19′21″ v. d.  |              |
| Blayais           | 4       | 3 640       | Francie                 | 45°15′21″ s. š., 0°41′35″ z. d.   | [ 4 ]        |
| Braidwood         | 2       | 2 330       | Spojené státy americké  | 41°14′37″ s. š., 88°13′45″ z. d.  |              |
| Browns Ferry      | 3       | 3 300       | Spojené státy americké  | 34°42′14″ s. š., 87°7′7″ z. d.    |              |
| Bruce             | 8       | 6 430       | Kanada                  | 44°19′31″ s. š., 81°35′58″ z. d.  | [ 5 ] [ 6 ]  |
| Brunswick         | 2       | 1 858       | Spojené státy americké  | 33°57′30″ s. š., 78°0′37″ z. d.   |              |
| Bugey             | 4       | 3 580       | Francie                 | 45°48′ s. š., 5°16′15″ v. d.      | [ 4 ]        |
| Byron             | 2       | 2 300       | Spojené státy americké  | 42°4′27″ s. š., 89°16′55″ z. d.   |              |
| Callaway          | 1       | 1 190       | Spojené státy americké  | 38°45′42″ s. š., 91°46′48″ z. d.  |              |
| Calvert Cliffs    | 2       | 1 735       | Spojené státy americké  | 38°25′55″ s. š., 76°26′32″ z. d.  |              |
| Catawba           | 2       | 2 258       | Spojené státy americké  | 35°3′6″ s. š., 81°4′12″ z. d.     |              |
| Cattenom          | 4       | 5 200       | Francie                 | 49°24′57″ s. š., 6°13′5″ v. d.    | [ 4 ]        |
| Cernavodă         | 2       | 1 300       | Rumunsko                | 44°19′20″ s. š., 28°3′26″ v. d.   |              |
| Čchang-ťiang      | 2       | 1 220       | Čína                    | 19°25′23″ s. š., 108°48′45″ v. d. | [ 7 ]        |
| Čašma             | 4       | 1 230       | Pákistán                | 32°23′25″ s. š., 71°27′45″ v. d.  |              |
| Chinon            | 4       | 3 620       | Francie                 | 47°13′50″ s. š., 0°10′14″ v. d.   | [ 4 ]        |
| Chooz             | 2       | 3 000       | Francie                 | 50°5′24″ s. š., 4°47′22″ v. d.    | [ 4 ]        |
| Civaux            | 2       | 2 990       | Francie                 | 46°27′24″ s. š., 0°39′10″ v. d.   | [ 4 ]        |
| Clinton           | 1       | 1 043       | Spojené státy americké  | 40°10′20″ s. š., 88°50′6″ z. d.   |              |
| Cofrentes         | 1       | 1 064       | Španělsko               | 39°13′ s. š., 1°3′ z. d.          |              |
| Columbia          | 1       | 1 107       | Spojené státy americké  | 46°28′16″ s. š., 119°20′2″ z. d.  |              |
| Comanche Peak     | 2       | 2 367       | Spojené státy americké  | 32°17′54″ s. š., 97°47′6″ z. d.   |              |
| Cruas             | 4       | 3 660       | Francie                 | 44°37′59″ s. š., 4°45′24″ v. d.   | [ 4 ]        |
| Dampierre         | 4       | 3 560       | Francie                 | 47°43′59″ s. š., 2°31′ v. d.      | [ 4 ]        |
| Darlington        | 4       | 3 512       | Kanada                  | 43°52′22″ s. š., 78°43′11″ z. d.  |              |
| Daya Bay          | 2       | 1 888       | Čína                    | 22°35′52″ s. š., 114°32′37″ v. d. | [ 7 ] [ 8 ]  |
| Diablo Canyon     | 2       | 2 240       | Spojené státy americké  | 35°12′39″ s. š., 120°51′22″ z. d. |              |
| Doel              | 4       | 2 911       | Belgie                  | 51°19′29″ s. š., 4°15′31″ v. d.   |              |
| Donald C. Cook    | 2       | 2 069       | Spojené státy americké  | 41°58′31″ s. š., 86°33′57″ z. d.  |              |
| Dresden           | 2       | 1 734       | Spojené státy americké  | 41°23′23″ s. š., 88°16′5″ z. d.   |              |
| Dukovany          | 4       | 2 040       | Česko                   | 49°5′6″ s. š., 16°8′56″ v. d.     |              |
| Dungeness         | 2       | 1 040       | Spojené království      | 50°54′50″ s. š., 0°57′50″ v. d.   |              |
| Hatch             | 2       | 1 759       | Spojené státy americké  | 31°56′3″ s. š., 82°20′38″ z. d.   |              |
| Fermi             | 1       | 1 122       | Spojené státy americké  | 41°57′46″ s. š., 83°15′27″ z. d.  |              |
| Fang-čcheng-kang  | 2       | 2 000       | Čína                    | 21°40′ s. š., 108°33′47″ v. d.    | [ 7 ]        |
| Fang-ťia-šan      | 2       | 2 000       | Čína                    | 30°26′29″ s. š., 120°56′30″ v. d. | [ 7 ]        |
| Flamanville       | 2       | 2 660       | Francie                 | 49°32′11″ s. š., 1°52′54″ z. d.   | [ 4 ]        |
| Forsmark          | 3       | 3 138       | Švédsko                 | 60°24′12″ s. š., 18°10′ v. d.     |              |
| Fu-čching         | 5       | 5 000       | Čína                    | 25°26′39″ s. š., 119°26′46″ v. d. | [ 7 ]        |
| Genkai            | 2       | 2 254       | Japonsko                | 33°30′56″ s. š., 129°50′14″ v. d. | [ 9 ] [ 10 ] |
| Gösgen            | 1       | 1 010       | Švýcarsko               | 47°21′57″ s. š., 7°58′ v. d.      |              |
| Golfech           | 2       | 2 620       | Francie                 | 44°6′24″ s. š., 0°50′43″ v. d.    | [ 4 ]        |
| Grand Gulf        | 1       | 1 419       | Spojené státy americké  | 32°0′24″ s. š., 91°2′54″ z. d.    |              |
| Gravelines        | 6       | 5 460       | Francie                 | 51°0′55″ s. š., 2°8′10″ v. d.     | [ 4 ]        |
| Chaj-jang         | 1       | 1 000       | Čína                    | 36°42′33″ s. š., 121°22′54″ v. d. | [ 7 ]        |
| Hamaoka           | 3       | 3 473       | Japonsko                | 34°37′25″ s. š., 138°8′33″ v. d.  | [ 9 ]        |
| Hanbit            | 6       | 5 875       | Jižní Korea             | 35°24′54″ s. š., 126°25′26″ v. d. | [ 11 ]       |
| Hanul             | 6       | 5 928       | Jižní Korea             | 37°5′34″ s. š., 129°23′1″ v. d.   | [ 11 ]       |
| Hartlepool        | 2       | 1 190       | Spojené království      | 54°38′6″ s. š., 1°10′51″ z. d.    |              |
| Heysham           | 4       | 2 400       | Spojené království      | 54°1′44″ s. š., 2°54′58″ z. d.    |              |
| Higašidori        | 1       | 1 067       | Japonsko                | 41°11′17″ s. š., 141°23′25″ v. d. | [ 9 ]        |
| Chung-jen-che     | 4       | 4 122       | Čína                    | 39°47′52″ s. š., 121°28′19″ v. d. | [ 7 ] [ 8 ]  |
| Hope Creek        | 1       | 1 191       | Spojené státy americké  | 39°28′4″ s. š., 75°32′17″ z. d.   |              |
| Joseph M. Farley  | 2       | 1 711       | Spojené státy americké  | 31°13′23″ s. š., 85°6′42″ z. d.   |              |
| Kalinin           | 4       | 3 800       | Rusko                   | 57°54′20″ s. š., 35°3′37″ v. d.   |              |
| Kakrapar          | 3       | 1 034       | Indie                   | 21°14′19″ s. š., 73°21′ v. d.     |              |
| Karachi           | 2       | 1 104       | Pákistán                | 24°50′50″ s. š., 66°47′18″ v. d.  |              |
| Kašiwazaki-Kariwa | 7       | 7 965       | Japonsko                | 37°25′45″ s. š., 138°35′43″ v. d. | [ 9 ] [ 12 ] |
| Chmelnickij       | 2       | 1 900       | Ukrajina                | 50°18′5″ s. š., 26°38′59″ v. d.   |              |
| Koeberg           | 2       | 1 830       | Jižní Afrika            | 33°40′35″ j. š., 18°25′55″ v. d.  |              |
| Kola              | 4       | 1 644       | Rusko                   | 67°28′ s. š., 32°28′ v. d.        |              |
| Kori              | 7       | 7 489       | Jižní Korea             | 35°19′1″ s. š., 129°18′ v. d.     |              |
| Kozloduj          | 2       | 1 906       | Bulharsko               | 43°44′46″ s. š., 23°46′14″ v. d.  |              |
| Kuošeng           | 2       | 1 933       | Tchaj-wan               | 25°12′11″ s. š., 121°39′46″ v. d. | [ 13 ]       |
| Kúdankulam        | 2       | 1 834       | Indie                   | 8°10′6″ s. š., 77°42′45″ v. d.    |              |
| Kursk             | 4       | 3 700       | Rusko                   | 51°40′30″ s. š., 35°36′20″ v. d.  |              |
| Laguna Verde      | 2       | 1 300       | Mexiko                  | 19°43′15″ s. š., 96°24′23″ z. d.  |              |
| LaSalle           | 2       | 2 238       | Spojené státy americké  | 41°14′44″ s. š., 88°40′9″ z. d.   |              |
| Leibstadt         | 1       | 1 190       | Švýcarsko               | 47°36′11″ s. š., 8°11′5″ v. d.    |              |
| Leningrad         | 2       | 1 850       | Rusko                   | 59°50′50″ s. š., 29°2′37″ v. d.   |              |
| Leningrad II      | 2       | 2 167       | Rusko                   | 59°49′50″ s. š., 29°3′26″ v. d.   |              |
| Limerick          | 2       | 2 264       | Spojené státy americké  | 40°13′36″ s. š., 75°35′14″ z. d.  |              |
| Lin-chao          | 4       | 3 876       | Čína                    | 22°36′17″ s. š., 114°33′5″ v. d.  | [ 7 ] [ 8 ]  |
| Loviisa           | 2       | 1 014       | Finsko                  | 60°22′20″ s. š., 26°20′50″ v. d.  |              |
| McGuire           | 2       | 2 200       | Spojené státy americké  | 35°25′57″ s. š., 80°56′54″ z. d.  |              |
| Ma-an-šan         | 2       | 1 841       | Tchaj-wan               | 21°57′29″ s. š., 120°45′6″ v. d.  | [ 13 ]       |
| Millstone         | 2       | 2 102       | Spojené státy americké  | 41°18′43″ s. š., 72°10′7″ z. d.   |              |
| Nine Mile Point   | 2       | 1 764       | Spojené státy americké  | 43°31′15″ s. š., 76°24′25″ z. d.  |              |
| Ning-te           | 4       | 4 072       | Čína                    | 27°2′46″ s. š., 120°17′18″ v. d.  | [ 7 ] [ 8 ]  |
| Nogent            | 2       | 2 620       | Francie                 | 48°30′55″ s. š., 3°31′4″ v. d.    | [ 4 ]        |
| North Anna        | 2       | 1 875       | Spojené státy americké  | 38°3′38″ s. š., 77°47′22″ z. d.   |              |
| Novovoroněž I     | 3       | 1 720       | Rusko                   | 51°16′30″ s. š., 39°12′ v. d.     |              |
| Novovoroněž II    | 2       | 2 228       | Rusko                   | 59°49′50″ s. š., 29°3′26″ v. d.   |              |
| Oconee            | 3       | 2 538       | Spojené státy americké  | 34°47′38″ s. š., 82°53′53″ z. d.  |              |
| Ói                | 2       | 2 254       | Japonsko                | 35°32′26″ s. š., 135°39′7″ v. d.  | [ 9 ]        |
| Olkiluoto         | 2       | 1 740       | Finsko                  | 61°14′13″ s. š., 21°26′27″ v. d.  |              |
| Onagawa           | 2       | 1 592       | Japonsko                | 38°24′4″ s. š., 141°29′59″ v. d.  | [ 9 ]        |
| Oskarshamn        | 1       | 1 400       | Švédsko                 | 57°24′56″ s. š., 16°40′16″ v. d.  |              |
| Paks              | 4       | 1 889       | Maďarsko                | 46°34′21″ s. š., 18°51′15″ v. d.  |              |
| Palo Verde        | 3       | 3 942       | Spojené státy americké  | 33°23′21″ s. š., 112°51′54″ z. d. |              |
| Paluel            | 4       | 5 320       | Francie                 | 49°51′29″ s. š., 0°38′8″ v. d.    | [ 4 ]        |
| Penly             | 2       | 2 660       | Francie                 | 49°58′36″ s. š., 1°12′43″ v. d.   | [ 4 ]        |
| Peach Bottom      | 2       | 2 234       | Spojené státy americké  | 39°45′30″ s. š., 76°16′5″ z. d.   |              |
| Perry             | 1       | 1 240       | Spojené státy americké  | 41°48′3″ s. š., 81°8′36″ z. d.    |              |
| Pickering         | 6       | 3 094       | Kanada                  | 43°48′42″ s. š., 79°3′57″ z. d.   |              |
| Point Beach       | 2       | 1 182       | Spojené státy americké  | 44°16′52″ s. š., 87°32′12″ z. d.  |              |
| Prairie Island    | 2       | 1 114       | Spojené státy americké  | 44°37′18″ s. š., 92°37′59″ z. d.  |              |
| Čchin-šan         | 7       | 4 101       | Čína                    | 30°26′8″ s. š., 120°57′23″ v. d.  | [ 7 ] [ 8 ]  |
| Quad Cities       | 2       | 1 774       | Spojené státy americké  | 41°43′35″ s. š., 90°18′36″ z. d.  |              |
| Rádžasthán        | 6       | 1 085       | Indie                   | 24°52′20″ s. š., 75°36′50″ v. d.  |              |
| Ringhals          | 2       | 2 189       | Švédsko                 | 57°15′35″ s. š., 12°6′39″ v. d.   |              |
| Rovno             | 4       | 2 645       | Ukrajina                | 51°19′40″ s. š., 25°53′30″ v. d.  |              |
| Rostov            | 4       | 3 922       | Rusko                   | 47°35′58″ s. š., 42°22′19″ v. d.  |              |
| Saint-Alban       | 2       | 2 670       | Francie                 | 45°24′16″ s. š., 4°45′16″ v. d.   | [ 4 ] [ 14 ] |
| Saint-Laurent     | 2       | 1 830       | Francie                 | 47°43′12″ s. š., 1°34′39″ v. d.   | [ 4 ]        |
| Saint Lucie       | 2       | 1 678       | Spojené státy americké  | 27°20′55″ s. š., 80°14′47″ z. d.  |              |
| Salem             | 2       | 2 332       | Spojené státy americké  | 39°27′46″ s. š., 75°32′8″ z. d.   |              |
| Sanmen            | 1       | 1 000       | Čína                    | 29°6′4″ s. š., 121°38′23″ v. d.   | [ 7 ]        |
| Seabrook          | 1       | 1 247       | Spojené státy americké  | 42°53′56″ s. š., 70°51′3″ z. d.   |              |
| Sendai            | 2       | 1 692       | Japonsko                | 31°50′1″ s. š., 130°11′23″ v. d.  | [ 9 ]        |
| Sequoyah          | 2       | 2 278       | Spojené státy americké  | 35°13′35″ s. š., 85°5′30″ z. d.   |              |
| Šiga              | 2       | 1 613       | Japonsko                | 37°3′40″ s. š., 136°43′35″ v. d.  |              |
| Sizewell-B        | 1       | 1 188       | Spojené království      | 52°12′48″ s. š., 1°37′7″ v. d.    |              |
| Smolensk          | 3       | 2 775       | Rusko                   | 54°10′9″ s. š., 33°14′48″ v. d.   |              |
| South Texas       | 2       | 2 560       | Spojené státy americké  | 28°47′44″ s. š., 96°2′56″ z. d.   |              |
| Jihoukrajinská    | 3       | 2 850       | Ukrajina                | 47°49′ s. š., 31°13′ v. d.        |              |
| Surry             | 2       | 1 638       | Spojené státy americké  | 37°9′56″ s. š., 76°41′52″ z. d.   |              |
| Susquehanna       | 2       | 2 429       | Spojené státy americké  | 41°5′20″ s. š., 76°8′56″ z. d.    |              |
| Tchaj-šan         | 2       | 3 320       | Čína                    | 21°54′34″ s. š., 112°58′45″ v. d. | [ 7 ]        |
| Takahama          | 4       | 3 220       | Japonsko                | 35°31′20″ s. š., 135°30′17″ v. d. | [ 9 ]        |
| Tárápur           | 4       | 1 280       | Indie                   | 19°49′40″ s. š., 72°39′40″ v. d.  |              |
| Temelín           | 2       | 2 052       | Česko                   | 49°10′48″ s. š., 14°22′34″ v. d.  |              |
| Tchienw           | 5       | 6 070       | Čína                    | 34°41′13″ s. š., 119°27′35″ v. d. | [ 7 ] [ 8 ]  |
| Tihange           | 3       | 3 016       | Belgie                  | 50°32′5″ s. š., 5°16′21″ v. d.    |              |
| Tokaj             | 1       | 1 060       | Japonsko                | 36°27′59″ s. š., 140°36′24″ v. d. | [ 9 ]        |
| Tomari            | 3       | 1 966       | Japonsko                | 43°2′10″ s. š., 140°30′45″ v. d.  | [ 9 ]        |
| Torness           | 2       | 1 205       | Spojené království      | 55°58′5″ s. š., 2°24′33″ z. d.    |              |
| Tricastin         | 4       | 3 660       | Francie                 | 44°19′47″ s. š., 4°43′56″ v. d.   | [ 4 ]        |
| Trillo            | 1       | 1 003       | Španělsko               | 40°42′4″ s. š., 2°37′19″ z. d.    |              |
| Curuga            | 1       | 1 108       | Japonsko                | 35°40′22″ s. š., 136°4′38″ v. d.  | [ 9 ]        |
| Turkey Point      | 2       | 1 658       | Spojené státy americké  | 25°26′3″ s. š., 80°19′50″ z. d.   |              |
| Vandellòs         | 1       | 1 045       | Španělsko               | 40°57′5″ s. š., 0°52′ v. d.       |              |
| Vogtle            | 2       | 2 302       | Spojené státy americké  | 33°8′35″ s. š., 81°45′57″ z. d.   |              |
| Waterford         | 1       | 1 168       | Spojené státy americké  | 29°59′43″ s. š., 90°28′16″ z. d.  |              |
| Watts Bar         | 2       | 2 288       | Spojené státy americké  | 35°36′10″ s. š., 84°47′22″ z. d.  |              |
| Wolf Creek        | 1       | 1 160       | Spojené státy americké  | 38°14′20″ s. š., 95°41′20″ z. d.  |              |
| Wolseong          | 5       | 3 835       | Jižní Korea             | 35°42′40″ s. š., 129°28′30″ v. d. |              |
| Jang-ťiang        | 6       | 6 000       | Čína                    | 21°42′35″ s. š., 112°15′38″ v. d. | [ 7 ]        |
| Záporoží          | 6       | 5 700       | Ukrajina                | 47°30′44″ s. š., 34°35′9″ v. d.   |              |

## Ve výstavbě

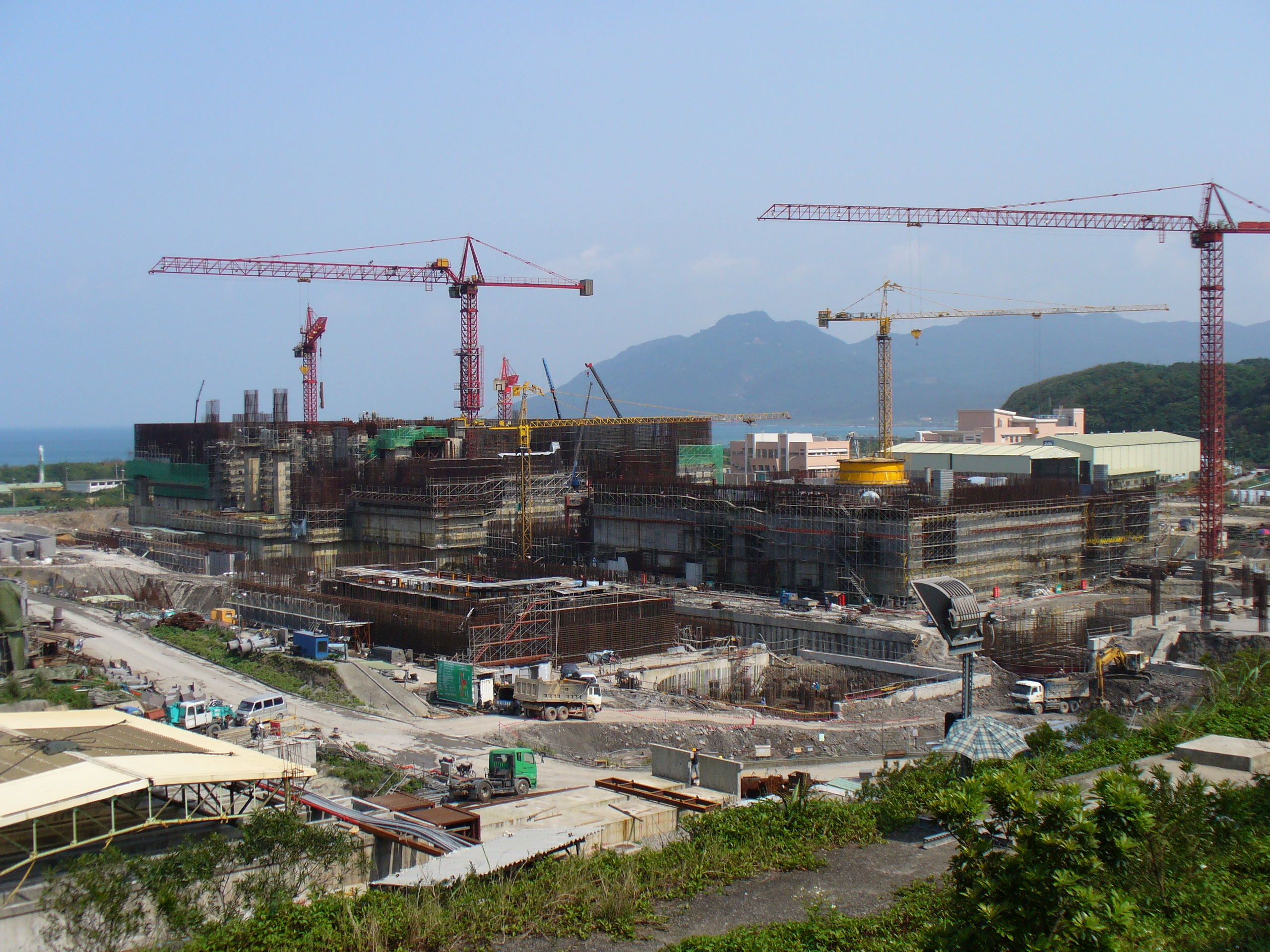
Jaderná elektrárna Lungmen ve výstavbě (v současnosti zastavena)

Tato tabulka uvádí rozestavěné nebo provozní elektrárny s rozestavěnými reaktory a čistým výkonem pod 1 000 MW. Sloupec plánovaného připojení označuje připojení prvního reaktoru, nikoli tedy celou kapacitu elektrárny.
| Elektrárna      | Počet bloků | Konstrukční výkon (MW) | Začátek výstavby | Planované dokončení | Stát               | Souřadnice                        |
| --------------- | ----------- | ---------------------- | ---------------- | ------------------- | ------------------ | --------------------------------- |
| Akkuyu          | 3           | 3 342                  | 2015             | 2023                | Turecko            | 36°8′40″ s. š., 33°32′28″ v. d.   |
| Búšehr          | 2           | 1 830                  | 2019             | 2024                | Írán               | 28°49′47″ s. š., 50°53′10″ v. d.  |
| Hinkley Point C | 2           | 3 300                  | 2018             | 2026                | Spojené království | 51°12′22″ s. š., 3°8′38″ z. d.    |
| Mochovce        | 2           | 880                    | 1987             | 2022                | Slovensko          | 48°15′50″ s. š., 18°27′25″ v. d.  |
| Óma             | 1           | 1 325                  | 2010             | 2025                | Japonsko           | 41°30′35″ s. š., 140°54′37″ v. d. |
| Rooppur         | 2           | 2 160                  | 2017             | 2023                | Bangladéš          | 24°4′ s. š., 89°2′50″ v. d.       |
| Šimane          | 1           | 1 373                  | 2007             | ?                   | Japonsko           | 35°32′18″ s. š., 132°59′57″ v. d. |
| Čang-čou        | 2           | 2 252                  | 2019             | 2024                | Čína               | 23°49′45″ s. š., 117°29′30″ v. d. |

## Trvale odstavené

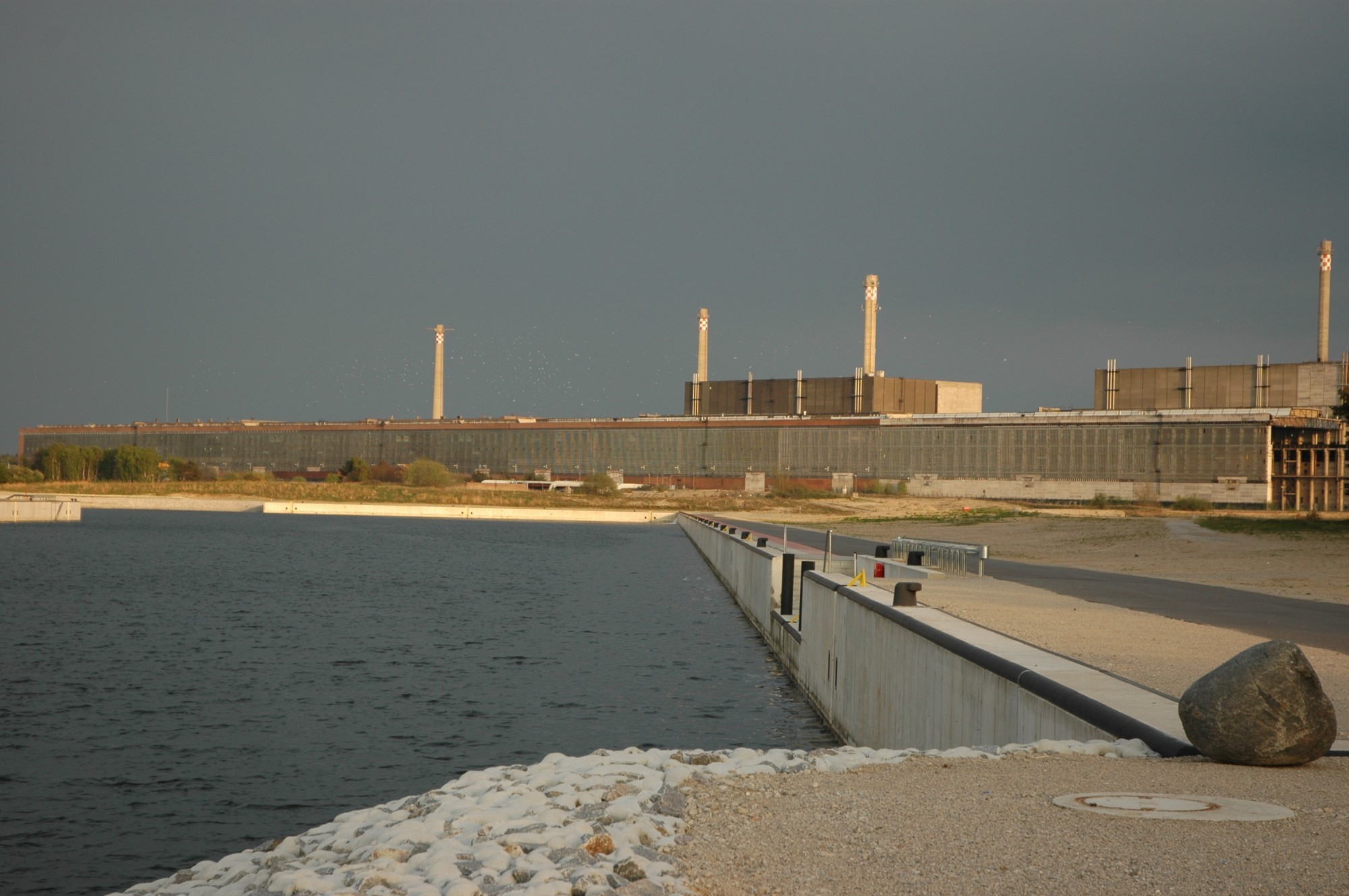
Jaderná elektrárna Greifswald

Tato tabulka uvádí elektrárny, které jsou trvale odstavené a mají čistý výkon přes 1 000 MW. Jsou zde uvedeny i elektrárny s provozními i trvale odstavenými reaktory a aktuální kapacitou pod 1 000 MW (v minulosti však přes 1 000 MW).
| Elektrárna        | Původní výkon (MW) | Stát                   | Souřadnice                        |
| ----------------- | ------------------ | ---------------------- | --------------------------------- |
| Barsebäck         | 1 200              | Švédsko                | 55°44′40″ s. š., 12°55′15″ v. d.  |
| Biblis            | 2 407              | Německo                | 49°42′36″ s. š., 8°24′55″ v. d.   |
| Brokdorf          | 1 410              | Německo                | 53°51′3″ s. š., 9°20′41″ v. d.    |
| Bohunice          | 1 760              | Slovensko              | 48°29′40″ s. š., 17°40′55″ v. d.  |
| Ťin-šan           | 1 208              | Tchaj-wan              | 25°17′10″ s. š., 121°35′15″ v. d. |
| Černobyl          | 3 515              | Ukrajina               | 51°23′22″ s. š., 30°5′57″ v. d.   |
| Emsland           | 1 329              | Německo                | 52°28′27″ s. š., 7°19′4″ v. d.    |
| Fessenheim        | 1 760              | Francie                | 47°54′11″ s. š., 7°33′47″ v. d.   |
| Fukušima Dajiči   | 4 546              | Japonsko               | 37°25′17″ s. š., 141°1′57″ v. d.  |
| Fukušima Dajini   | 4 400              | Japonsko               | 37°19′10″ s. š., 141°1′16″ v. d.  |
| Grafenrheinfeld   | 1 275              | Německo                | 49°59′2″ s. š., 10°11′5″ v. d.    |
| Greifswald        | 2 040              | Německo                | 54°8′26″ s. š., 13°39′52″ v. d.   |
| Grohnde           | 1 360              | Německo                | 52°2′7″ s. š., 9°24′48″ v. d.     |
| Gundremmingen     | 1 288              | Německo                | 48°30′53″ s. š., 10°24′8″ v. d.   |
| Ignalina          | 2 370              | Litva                  | 55°36′16″ s. š., 26°33′36″ v. d.  |
| Ikata             | 1 922              | Japonsko               | 33°29′27″ s. š., 132°18′41″ v. d. |
| Indian Point      | 2 285              | Spojené státy americké | 41°16′11″ s. š., 73°57′8″ z. d.   |
| Isar              | 1 410              | Německo                | 48°36′20″ s. š., 12°17′35″ v. d.  |
| Krümmel           | 1 346              | Německo                | 53°24′36″ s. š., 10°24′32″ v. d.  |
| Mihama            | 1 570              | Japonsko               | 35°42′9″ s. š., 135°57′48″ v. d.  |
| Mülheim-Kärlich   | 1 219              | Německo                | 50°24′29″ s. š., 7°29′24″ v. d.   |
| Neckarwestheim    | 1 310              | Německo                | 49°2′30″ s. š., 9°10′30″ v. d.    |
| Philippsburg      | 2 292              | Německo                | 49°15′9″ s. š., 8°26′11″ v. d.    |
| Three Mile Island | 1 685              | Spojené státy americké | 40°9′14″ s. š., 76°43′29″ z. d.   |
| San Onofre        | 2 586              | Spojené státy americké | 33°22′8″ s. š., 117°33′18″ z. d.  |
| Superphénix       | 1 200              | Francie                | 45°45′30″ s. š., 5°28′20″ v. d.   |
| Trojan            | 1 095              | Spojené státy americké | 46°2′18″ s. š., 122°53′6″ z. d.   |
| Unterweser        | 1 345              | Německo                | 53°25′40″ s. š., 8°28′49″ v. d.   |
| Zion              | 2 080              | Spojené státy americké | 42°26′47″ s. š., 87°48′11″ z. d.  |